# Ogcocephalus darwini
El pez murciélago de labios rojos o pez murciélago de las Galápagos (Ogcocephalus darwini) es un pez de morfología inusual que se encuentra alrededor de las Islas Galápagos y fuera de Perú en profundidades de 3 a 76 m. El pez murciélago de labios rojos está estrechamente relacionado con el pez murciélago de labios rosados (Ogcocephalus porrectus), que se encuentra cerca de la isla del Coco en la costa del Pacífico de Costa Rica. Este pez es principalmente conocido por sus brillantes labios rojos. Los peces murciélago no son buenos nadadores; usan sus aletas pectorales para "caminar" en el fondo del océano. Cuando el pez murciélago alcanza su madurez, su aleta dorsal se convierte en una sola proyección o espina (se piensa que funciona principalmente como un señuelo para la presa). Al igual que otros rape, el pez murciélago de labios rojos tiene una estructura en su cabeza conocida como illicium. Esta estructura se emplea para atraer presas.

## Dieta
La especie es un piscívoro/invertivoro, que se alimenta principalmente de otros peces pequeños y pequeños crustáceos como camarones y moluscos.

## Cuerpo
El color del cuerpo del pez murciélago de labios rojos es marrón claro, con dorso grisáceo y con una contracoloración blanca en la parte inferior. En la parte superior del pez murciélago suele haber una franja marrón oscuro que comienza en la cabeza y va a lo largo del dorso hasta la cola. El hocico y el cuerno del pez murciélago de labios rojos son de color marrón. Como el nombre del pez dice, el pez murciélago tiene labios rojos brillantes, casi fluorescentes. El color de la escamación del pez murciélago de labios rojos es similar a una lámina con una textura relativamente suave. Las hebillas están ocultas por una capa de finas espínulas.

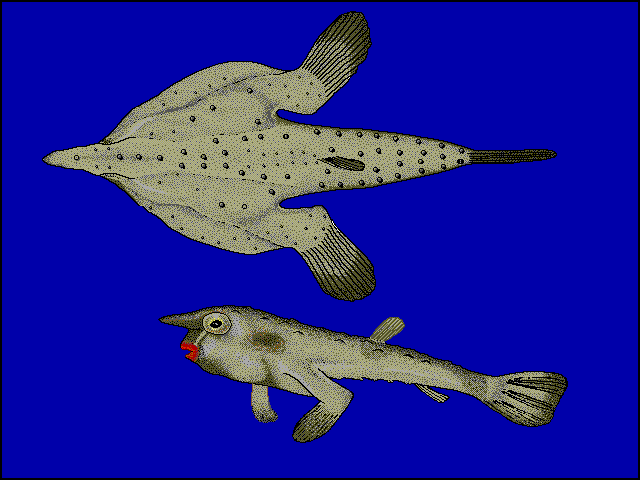
Ogcocephalus darwini plan corporal

Cuando se compara con el porrectus, el pez murciélago de labios rojos tiene un perímetro de disco más corto pero un recuento de fibra de rayos de aleta pectoral más alto. En cuanto al número de escamas a lo largo del lateral, hay de cuatro a nueve escamas suboperculares, de seis a nueve en la mejilla, generalmente. El pez murciélago de labios rojos tiene alrededor de 19-20 vértebras.
Algunos pueden preguntarse de dónde proviene el nombre del pez. El pez murciélago obtiene su nombre por su despliegue. Se dice que se asemejan a algunas características que posee un murciélago. Sin embargo, el pez murciélago de labios rojos no es el único pez de este tipo que existe. Todos los tipos de peces que se consideran "pez murciélago" tienen cuerpos consolidados. Todos los peces murciélago caen en una de dos familias: Ephippidae u Ogcocephalidae. Los peces murciélago que pertenecen a la familia Ephippidae típicamente tienen aletas prolongadas y cuerpos cortos. Por otro lado, los peces murciélago que pertenecen a los Ogcocephalidae, como los peces murciélago de labios rojos, generalmente tienen cuerpos comprimidos transversalmente y no tienen aletas de tamaño normal.
El pez murciélago de labios rojos alcanza hasta 20,3 cm (8 plg; 8 plg) de longitud.
Los peces murciélago de labios rojos no son los típicos peces de agua salada, de hecho, están muy lejos de serlo. Desde la apariencia hasta la capacidad física, están lejos de ser ordinarios. Los peces murciélago no son buenos nadadores; son habitantes del fondo que "caminan" por el fondo del océano en lugar de nadar. Han alterado las aletas pectorales que permiten a "caminar".
En la parte superior de la cabeza del pez murciélago hay una parte especial del cuerpo que se extiende hacia afuera llamada ilicium. Después de que el pez murciélago de labios rojos madura completamente, su aleta dorsal se convierte en una sola proyección en forma de columna que sale de la parte superior de la cabeza. El pez murciélago usa el illicium como una forma de atraer presas cerca de ellos.[cita requerida]
El pez rana también tiene un illicium en la parte superior de su cabeza. Al igual que el pez murciélago de labios rojos, el pez pescador también utiliza su illicium para cazar presas.
En la parte superior de su illicium es una escala. La escala emite una luz brillante y como estos peces habitan en aguas profundas, la luz atrae a otros peces a donde se coloca el pez murciélago. La escala atrae a la presa hacia el pez murciélago que le permite comer esas pequeñas criaturas Que caen en su trampa.
El pez murciélago de labios rojos tiene labios rojos extremadamente brillantes, lo que permite a las personas distinguirlos de otros peces murciélago. Los biólogos marinos creen que los labios de color rojo brillante del pez murciélago de labios rojos pueden usarse para mejorar el reconocimiento de las especies durante el desove. Aunque tienen un aspecto muy extraño, son inofensivos para los humanos.

## Hábitat

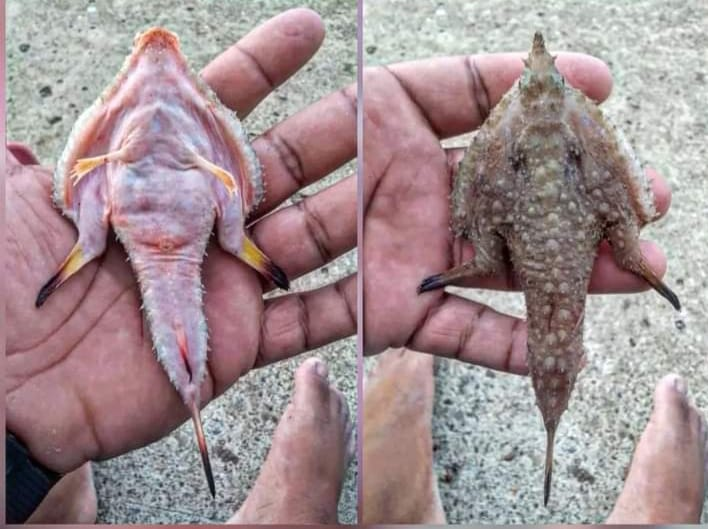
Pez Murciélago encontrado en Puerto Cumarebo, Falcón, Venezuela.

El pez murcielágo de labios rojos se puede encontrar en las profundidades de 3 a 76 m, en el Océano Pacífico alrededor de las Islas Galápagos y fuera de Perú. Se ha señalado anteriormente que se encontraron algunos ejemplares de pez murciélago de labios rojos en las redes de pesca de California, pero todos estos tipos de avistamientos son extremadamente raros y podrían ser otro tipo de pez murciélago. Son habitantes del fondo, por lo que generalmente se encuentran dentro de la arena o el fondo del océano. Aunque se consideran formas de aguas poco profundas, ocasionalmente salen a la superficie sobre aguas profundas. Tienden a asociarse con los bordes de los arrecifes hasta aproximadamente 120 m de profundidad.

### Depredadores
El pez murciélago de labios rojos no tiene amenazas directas conocidas. Sin embargo, el aumento de la temperatura del mar y el blanqueamiento de los corales podrían representar una amenaza, ya que alteraría el hábitat natural y podría causar una disminución en la disponibilidad de una fuente de alimento natural.